# Blaumut
Blaumut är en katalansk (spansk) musikgrupp bildad 2011. De spelar en kombination av folkrock, pop och klassisk musik och har fram till 2024 gett ut sex fullängdsalbum. Gruppen bildades som en kvartett och har sedan dess utökats till en kvintett, där violin och cello ingår i sättningen. Förstesångare är gitarristen Xavi de la Iglesia.
Låten "Pa amb oli i sal" (från det första albumet Turista) belönades 2013 med "Premi Enderrock" i kategorin Bästa poprocksång. Samma år vann de "Premi Cerverí de lletres per a cançó".

## Historia

### Bakgrund
Gruppens namn kommer från dess låt "Islàndia" från debutskivan El turista. Frontmannen Xavi de la Iglesia har förklarat att det syftade på Island som en kall plats, ett nordligt landskap i ögonen hos någon som ser på det i tysthet. Där passar blå (blau på katalanska) toner in. Gruppen grundades ursprungligen av Oriol Aymat (cello), de la Iglesia (gitarr och sång), Vassil Lambrinov (violin) och Manel Pedrós (trummor). Senare tillkom Manuel Krapovickas på elbas.
2003 började Lambrinov och de la Iglesia göra hemmainspelningar ihop, där de testade olika ljud och ljudbilder. Gruppen Blaumut bildades 2009, med trion de la Iglesia, Lambrinov och Aymat som medlemmar. Samtidigt inledde man spelningar på mindre scener i Barcelona. Två år senare skrev de kontrakt med det etablerade katalanska skivbolaget Picap (uttalat som engelskans pickup), där man i september året därpå (2012) gav ut debutalbumet El turista ('Turisten').

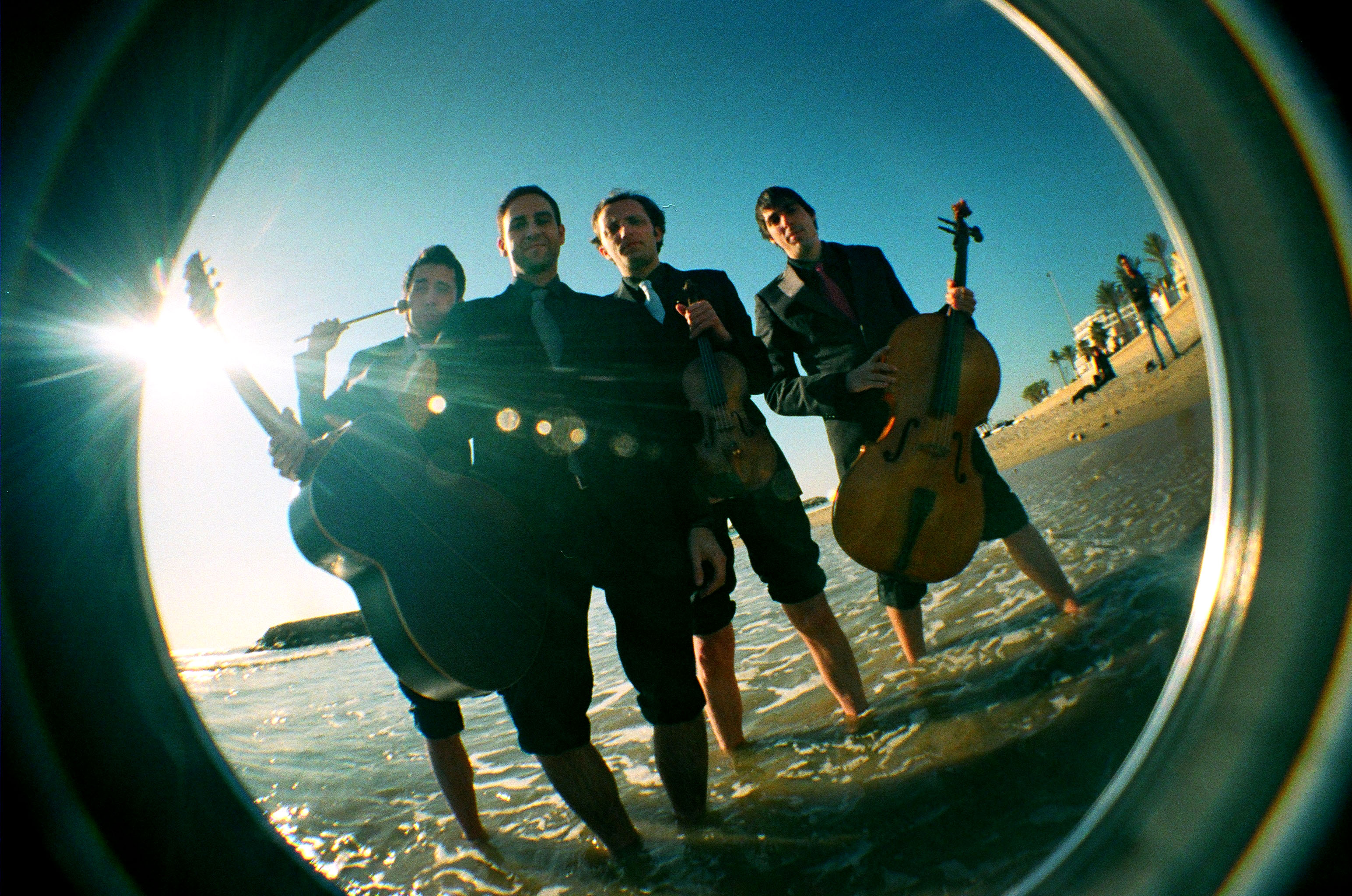
På första albumet var gruppen en kvartett.

### Debutalbum och pris
El turista innebar att Blaumut omgående skaffade sig en publik, inte minst via den framgångsrika singeln "Pa amb oli i sal" ('Bröd med olja och salt'). Den blev känd bland annat genom att ofta spelas i halvtidspausen i matcher med FC Barcelona på Camp Nou, och även i övrigt spelades den flitigt i de olika katalanska radiostationerna. Debutalbumet följdes också av en turné med mer än 200 konserter.
I samband med El turista framträdde Blaumut som en kvartett, kompletterade av Manel Pedrós på trummor. I slutet av 2012 tillkom även elbasisten Manuel Krapovickas. Blaumuts musik var redan från början präglad av sättningen med både stråkkvartett-inslag och mer traditionella rockgruppsinstrument. En orkesterpresentation av debutalbumet, betitlat El turista simfònic, producerades därefter i samarbete med Orquestra Julià Carbonell.

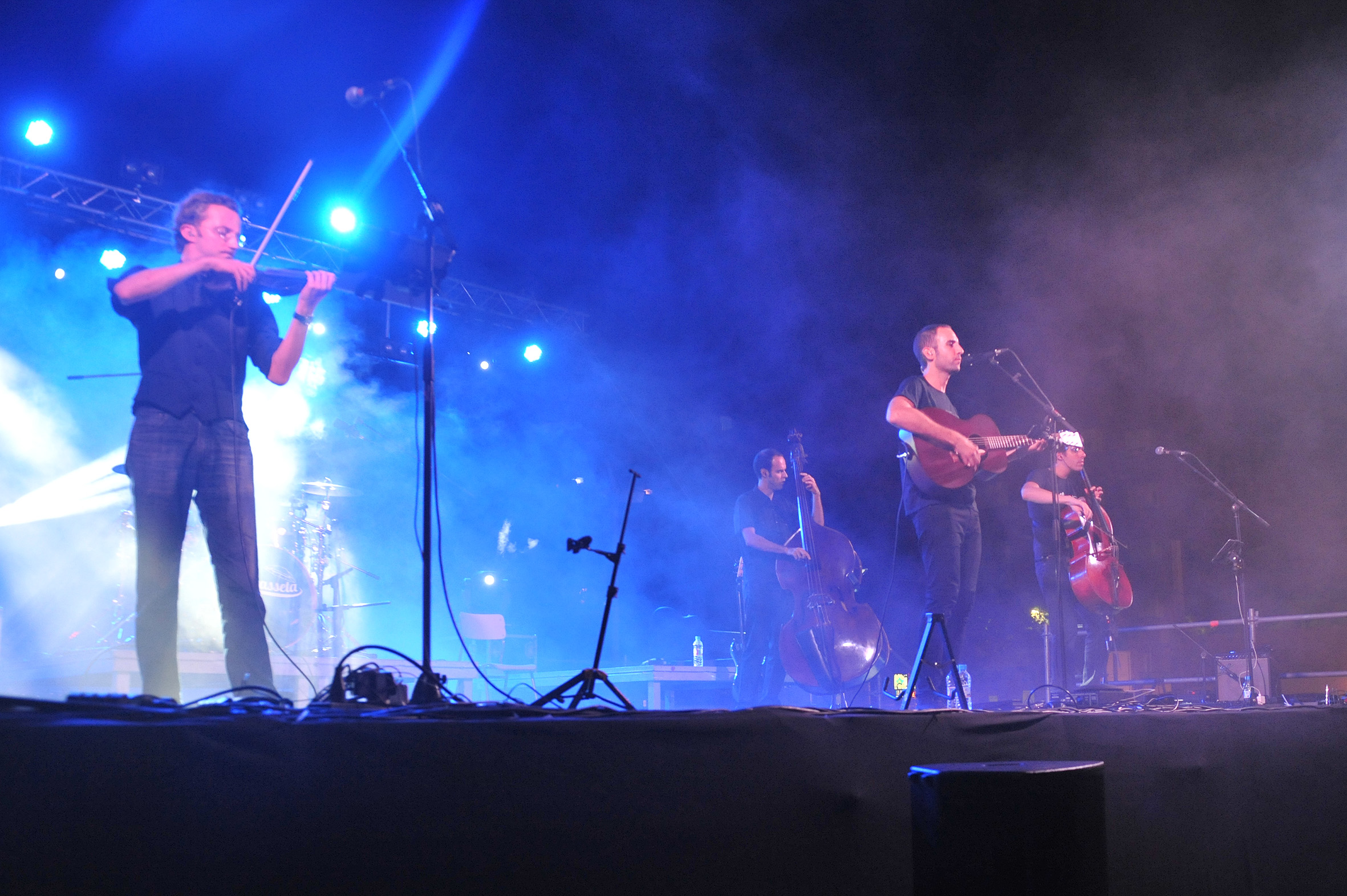
Blaumut kombinerar popgrupp med stråkkvartett.

I september 2013 fick gruppen motta "Premi Cerverí de lletres per a cançó" ('Cerverípriset för sångtexter'). De belönades för sin tonsatta version av dikten "I beg your pardon" av Salvador Espriu i Castelló.

### Sena 2010-talet
2015 kom gruppens andra album, denna gång utgivet i egen regi. På El primer arbre del bosc ('Det första trädet i skogen') framträdde gruppen som en kvintett, och med både elbas och trummor i instrumentationen fick musiken mer kraft. Från albumet uppmärksammades bland annat titellåten, "Vent que mou el temps" ('Vind som rör på tiden') och "De moment" ('För tillfället'). Efter albumutgivningen våren 2015 följde konserter med drygt 40 spelningar runt i Katalonien under fem månaders tid. I november samma år inleddes en även en spansk konsertturné.

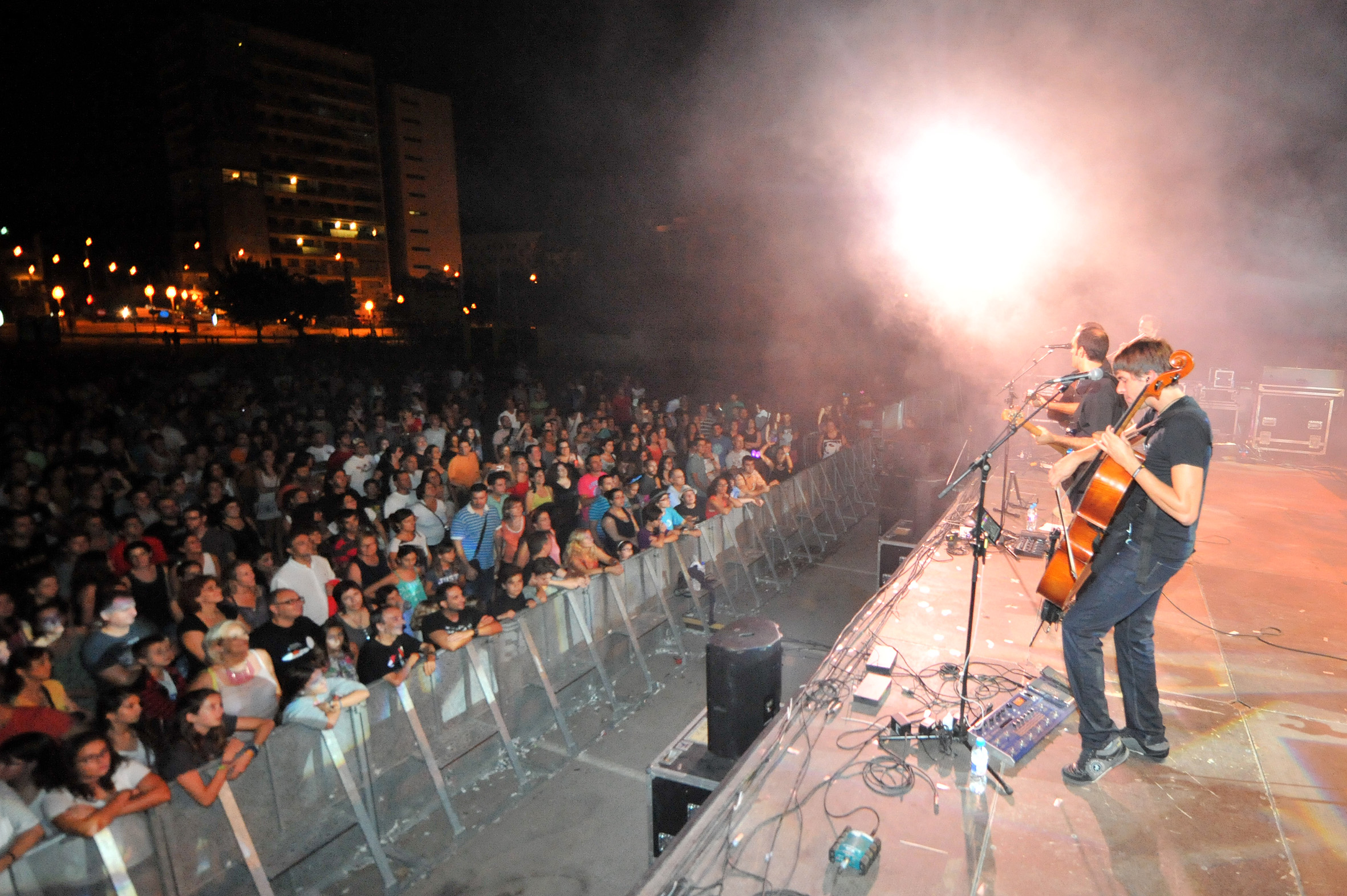
Blaumut har genomfört ett antal katalanska turnéer.

I december 2015 både hördes och sågs Blaumut i Oriol Cuarderns 13 minuter långa kortfilm Cartes de l'orient ('brev från orienten'). Kortfilmen presenterade gruppens albumlåt med samma namn i en historia som började som en vanlig vardag men slutade på ett helt annat sätt.
I mars 2017 publicerades Blaumuts tredje album, Equilibri. Albumet, som den här gången kom ut på skivbolaget Música Global, var mer präglat av elektroniskt och rockbaserat arrangemang. Titellåten släpptes månaden innan som den första singeln till albumet. Albumomslaget var utformat av tecknaren och illustratören Ignasi Font, som även var inblandad i videon till den separata singellåten "Previsions d'acostament".
Vid sidan av melodierna på albumen har flera låtar producerats som singlar alternativt i samband med kortfilms- eller TV-produktioner. "Coral·lí" är en cover-version av Adrià Puntís låt från 1999, insjungen i samband med 2013 års Marató (se TV3 (Katalonien)#La Marató de TV3). Samma år spelade de in "I beg your pardon" (trots titeln med sång på katalanska), en bearbetning av Salvador Esprius dikt med samma namn. Inför 2015 års album El primer arbre del bosc spelade de den nya låten "Previsions d'acostament" flitigt vid olika konserter; låten kom dock inte med på det färdiga albumet.

### Paus och återkomster
Efter en lång period av turnerande under 2017 och 2018 meddelade gruppen i slutet av 2018 att man skulle ta en paus och ladda om batterierna. Trots detta medverkade man några veckor senare vid den årliga TV-sända välgörenhetsgalan La marató de TV3, där man presenterade den nya låten "Partícules".
I februari 2020 återkom Blaumut med sitt fjärde studioalbum, betitlat 0001. En månad tidigare hade man presenterat den första singeln relaterad till albumet – "De veritat" ('Verkligen'). En månad senare drabbade covid-19-pandemin Europa och den katalanska musikbranschen, med en nedstängning som innebar inställda turnéer och musikfestivaler.
I november 2021, när pandemin var någorlunda under kontroll, återkom gruppen från nedstängningen med singeln "Ficció". Där medverkade Toni Pagès som trummis och ny gruppmedlem, efter att Manel Pedrós tidigare under året hade lämnat gruppen.
Gruppen publicerade i mars 2022 sitt femte studioalbum, betitlat Olímpica i primavera ('Olympisk och vår'). Dessförinnan hade man under tidigt 2022 även presenterat de uppföljande singlarna "El que vull" och "Mercromina".
Under våren 2024 släpptes Abisme, Capítol 1. Den fem låtar långa EP:n fungerade som del ett av det kommande fullängdsalbumet med samma namn. I oktober samma släpptes resten av albumet, med ytterligare fem låtar. Enligt gruppen är temat på Abisme ('Avgrund') utforskandet av det okända och behovet av att kunna gå utanför sin egen trygghetszon.

## Stil och betydelse
Blaumut skriver låtar med texter som enligt egen utsago är fulla av drömbilder, och alla låtarna framförs med text på katalanska. Arrangemangen är präglade av stränginstrument i stil med klassisk musik, och ljuden skapas också av mer oortodoxa instrument som såg. I samband med akustiska spelningar ersätts ibland trumsetet av en "shaker" och elbasen av en fyrsträngad akustisk gitarr.

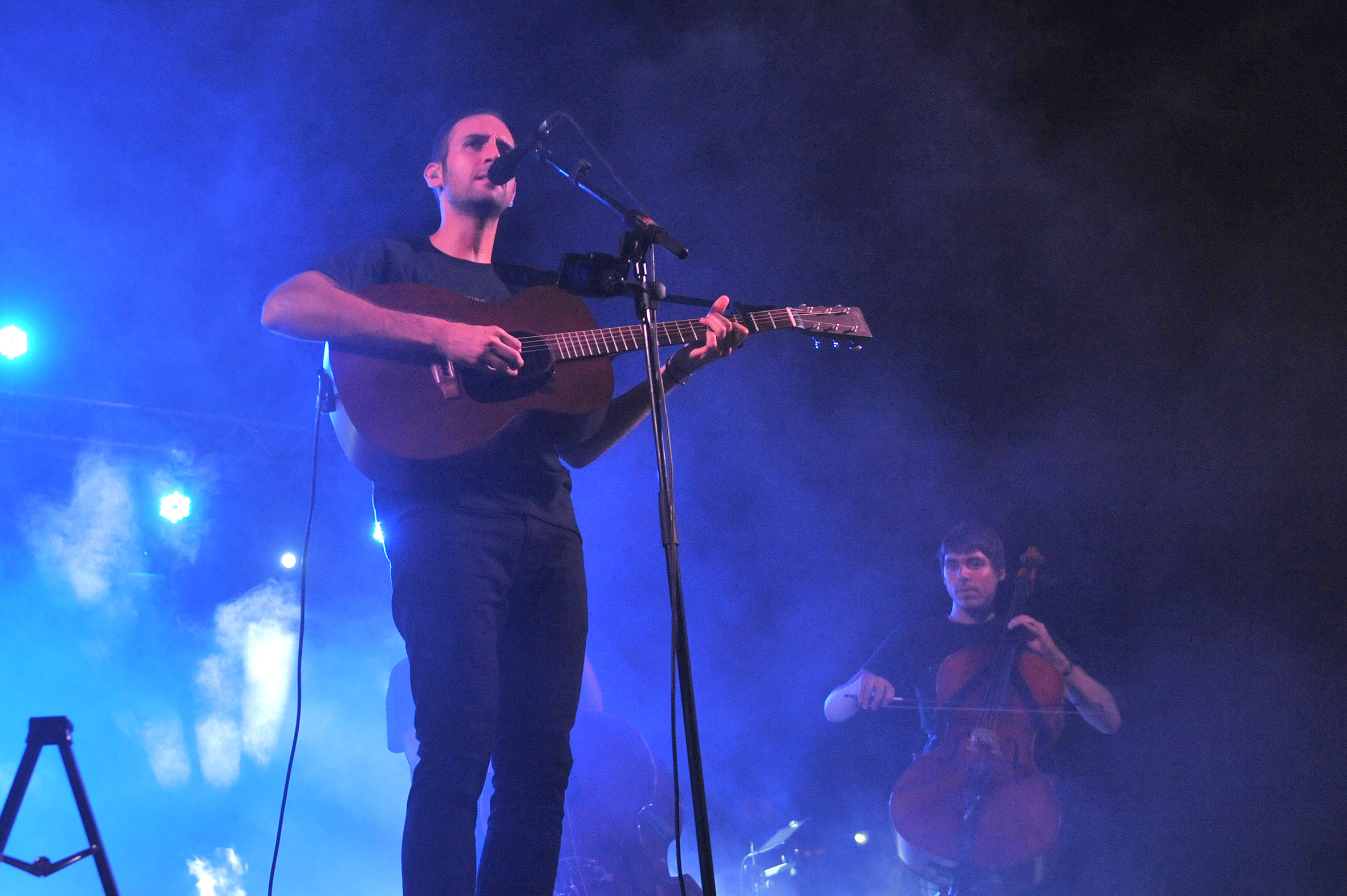
Gruppen har en mer eller mindre akustisk spelstil.

Gruppen tillhör en ny generation av katalanska pop- och rockgrupper som etablerat sig under 2010-talet. De sjunger endast på katalanska, vilket i viss mån begränsat möjligheterna till framgångar till det delvis katalanskspråkiga östra Spanien. Trots detta blev albumet ett av de 100 bästsäljande spanska albumen under 2013. Blaumut har under sina turnéer bland annat framträtt på de tre stora konsertscenerna i Barcelona – Liceu (invigd 1847, 2 292 platser), Palau de la Música Catalana (invigd 1908, 2 200 platser), L'Auditori (invigd 1999, 2 200 platser).

### Utmärkelser
- 2013 – "Premi Enderrock" i kategorin Bästa poprocksång.[22]
- 2013 – "Premi Cerverí de lletres per a cançó" ('Cerverípriset för sångtexter'; "I beg your pardon"[9])
- 2014 – "Premi Enderrock" för Bästa musikvideo (Bicicletes)[4]
- 2014 – "Premi Totmusicalitat" för Bästa grupp[4]
- 2014 – "Premi Totmusicalitat" för Bästa konsert (El Turista Simfònic, tillsammans med Orquestra Simfònica Julià Carbonell)[4]

## Diskografi

### Album
1. "Bicicletes" ('cyklar')
2. "Only You (i el teu xampú)" ('bara du [och ditt schampo]')
3. "El llimoner" ('citronträdet')
4. "Les 7 i quart" ('kvart över sju')
5. "Islàndia" ('Island')
6. "100 °C"
7. "El turista" ('turisten')
8. "Massa tard" ('för sent')
9. "Esquimals" ('eskimåer')
10. "Pa amb oli i sal" ('bröd med olja och salt')
11. "Paisatge núm. 8" ('landskap nr. 8')
12. "Octubre" ('oktober')

- Dessutom publicerades i april 2013 en "Deluxe Edition" med ytterligare fyra låtar:

13. "Bicicletes (demo)"
14. "El turista" (demo)"
15. "Pa amb oli i sal (demo)"
16. "Pa amb oli i sal (Jan & Solo radio edit)"
1. "El primer arbre del bosc" ('det första trädet i skogen')
2. "Tornarem a casa" ('vi vänder hem')
3. "Normal"
4. "Passes la pàgina en blanc" ('vänder ett tomt blad')
5. "Vuit" ('åtta')
6. "El millor gos per a un nom" ('den bästa hunden till ett namn')
7. "Vent que mou el temps" ('vind som flyttar på tiden')
8. "Qui va matar el Sr. Cordills?" ('vem mördade herr Cordills?')
9. "Cartes de l'orient" ('brev från österlandet')
10. "Piano"
11. "De moment" ('just nu')
12. "Amsterdam"
13. "El pont de l'Accademia" ('akademibron')

- Dessutom publicerades i december 2015 en "Edició especial" med ytterligare fyra låtar:

15. "Vent que mou el temps (versió acústica)"
16. "Vasses la pàgina en blanc (versió acústica)"
17. "De moment (versió acústica)"
18. "Amsterdam (versió acústica)"
1. "Atlàntida"
2. "Houston"
3. "Quart de lluna minvant" ('måne i nedan')
4. "Equilibri" ('jämvikt')
5. "Chaplin"
6. "Vint-i-un botons" ('tjugoen knappar')
7. "Ara que tot va bé" ('nu när allt går så bra')
8. "Encara" ('ändå')
9. "A peu" ('till fots')
10. "Demà" ('i morgon')
11. "La Vida moderna dels déus" ('gudarnas moderna liv')
12. "Sud-conscient" ('syd-medveten')
13. "El camí dels elefants" ('elefanternas väg')

1. "Intro" (instrumental låt)
2. "Ara, aquí, present" ('Nu, här, just nu')
3. "De veritat" ('Verkligen')
4. "Cel estranger" ('Främmande himmel')
5. "Imparell" ('Udda')
6. "El teu jo" ('Ditt jag')
7. "Ombra" ('Skugga')
8. "0001"
9. "Aquest moment" ('Denna stund')
10. "El sol dura un dia" ('Solen varar en dag')
11. "Epíleg" ('Efterskrift')
12. "Poesia lenta" ('Långsam poesi')
13. "Eclipsi" ('Förmörkelse')
14. "La platja" ('Stranden'; instrumental låt)

1. "Atles" ('Atlas')
2. "La teoria" ('Teorin')
3. "El riu" ('Floden')
4. "Ficció" ('Fiktion')
5. "Innocent" ('Oskyldig')
6. "Obertura" ('Öppning')
7. "Profetes" ('Profeter')
8. "Mercromina"
9. "El que vull" ('Det jag vill')
10. "L'home del sac" ('Mannen med säcken')

1. "Amateur"
2. "Camises de palmeres" ('Palmtröjor')
3. "Miopia" ('Närsynthet')
4. "Calma" ('Lugn')
5. "En el nom de la mare" ('I moderns namn')
6. "L'home antic" ('Den forntida människan')
7. "La fotògrafa" ('Fotografen')
8. "Abisme" ('Avgrund')
9. "Soroll blanc" ('Vitt brus')
10. "Trajectes" ('Resor')

### EP och singlar
- Pa amb oli i sal (feat. Jan & Solo remixes) (EP, mars 2013)
- "I beg your pardon" (singel, oktober 2013)
- "Coral·lí" (singel, juni 2014)
- El segon arbre del bosc (EP, december 2015)
- "Previsions d'acostament" (singel, mars 2016)
- "De veritat" (singel, januari 2020)
- Abismes, Capítol 1 (EP, april 2024)